# 鹿児島交通指宿支社
鹿児島交通指宿営業所（かごしまこうつういぶすきえいぎょうしょ）は、鹿児島県指宿市湊一丁目3番2号にある鹿児島交通の営業所である。山川・指宿・喜入 - 鹿児島空港間の「鹿児島空港連絡バス」、指宿市内などに一般路線、鹿児島市コミュニティバス「あいばす（喜入地域）」と指宿市のイッシーバスなどを担当している。

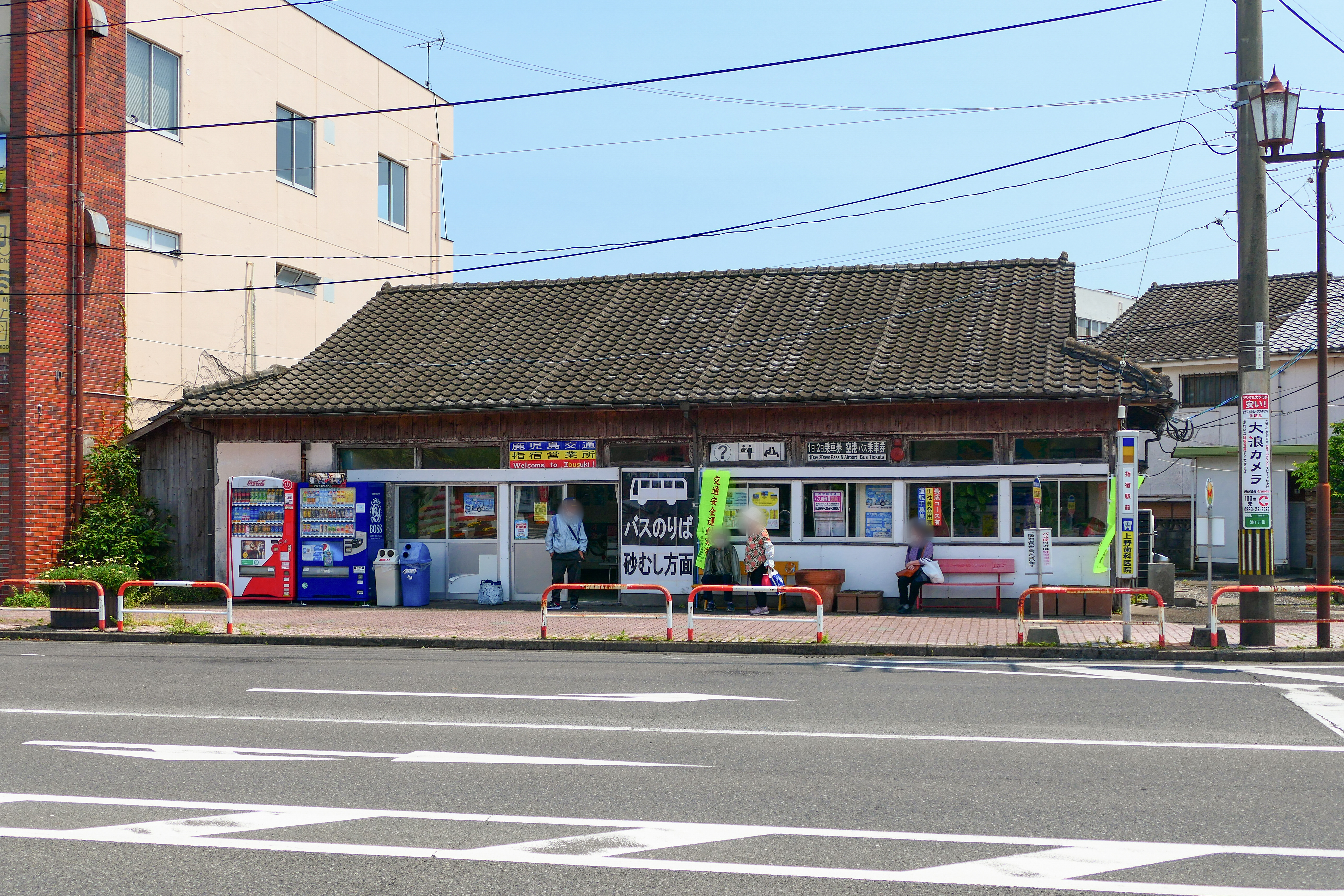
指宿駅前に立地する営業所（2023年5月）

## 担当路線

### 一般路線バス
主な路線
- 山川桟橋 - 山川駅 - 指宿いわさきホテル - 指宿駅 - 宮ヶ浜駅 - 生見駅 - 前ノ浜駅 - 喜入 - 中名駅 - 動物園入口 - 五位野駅 - 谷山駅前 - 南鹿児島駅前 - 騎射場 - 鹿児島中央駅 - 天文館 - 金生町
- なのはな館 - 指宿駅 - 山川駅 - 成川 - 鰻入口 - 利永 - 開聞口 - 開聞駅 - 頴娃 - 矢越峠 - 石垣 - 水成川 - 東大川
- エコキャンプ場 - なのはな館 - 指宿駅 - 山川駅 - 山川桟橋 - フラワーパークかごしま - 長崎鼻 - 川尻港 - 開聞麓 - ソーイング前 - 開聞口 - 開聞駅 - 神社前 - 唐船峡 - 池田湖
- 指宿いわさきホテル - 指宿駅 - 宮ヶ浜駅 - 今和泉 - 生見駅 - 前ノ浜駅 - 喜入 - 喜入駅 - 堤之原 - 特攻観音入口 - 知覧 - 武家屋敷入口
- 道の駅喜入 - 喜入・堤之原・特攻観音入口・知覧 - 武家屋敷入口
- 山川駅 - 成川 - 大成校前
- 活お海道 - 山川桟橋 - 山川駅 - 成川 - 大成校前 - 鰻入口 - 徳光 - フラワーパークかごしま - 長崎鼻 - 川尻港 - 開聞麓 - ソーイング前 - 開聞口 - 開聞駅

### 高速道・空港関連路線
山川・指宿・喜入 - 鹿児島空港「鹿児島空港連絡バス」
【運行ルート】
山川桟橋 - 山川駅 - 指宿いわさきホテル - 指宿駅 - 今和泉 - 喜入 - 平川 - 伊敷 - 鹿児島空港

### コミュニティバス
- 鹿児島市コミュニティバス - 「あいばす」喜入地域の運行委託。
- イッシーバス - 全路線の運行委託。

## 廃止路線

### 一般路線
- 指宿駅 - 宮ヶ浜駅 - 今和泉 - 新西方 - 池田 - 仮屋 - 大迫 - 池田湖 - 唐船峡 - 開聞口 - 開聞駅
  - 2022年9月30日：廃止

### 高速道・空港関連路線
- 指宿 - 鹿児島空港 - 霧島「メモリーライン」

【運行ルート】指宿いわさきホテル - 指宿駅 - 鹿児島中央駅 - 鹿児島空港 - 丸尾 - 霧島いわさきホテル
霧島いわさきホテル休館に伴い、2017年11月6日の運行をもって廃止。